# Adenogramma teretifolia
Adenogramma teretifolia är en kransörtsväxtart som först beskrevs av Carl Peter Thunberg, och fick sitt nu gällande namn av Robert Stephen Adamson. Adenogramma teretifolia ingår i släktet Adenogramma och familjen kransörtsväxter. Inga underarter finns listade i Catalogue of Life.